# 4 Heures d'Imola 2016
Navigation
Édition précédente
Les 4 Heures d'Imola 2016, disputées le 15 mai 2016 sur l'Autodromo Enzo e Dino Ferrari, sont la dix-septième édition de cette course, la troisième sur un format de quatre heures, et la seconde manche de l'European Le Mans Series 2016.

## Engagés
La liste officielle des engagés était composée de 42 voitures, dont 15 en LMP2, 20 en LMP3 et 9 en LM GTE.

## Course

### Classement de la course
Voici le classement provisoire au terme de la course.
- Les vainqueurs de chaque catégorie sont signalés par un fond jauni.
- Pour la colonne Pneus, il faut passer le curseur au-dessus du modèle pour connaître le manufacturier de pneumatiques.

| Pos  | Classe | no | Écurie                    | Pilotes                                                          | Châssis                     | Pneus | Tours | Temps               |
| Pos  | Classe | no | Écurie                    | Pilotes                                                          | Moteur                      | Pneus | Tours | Temps               |
| ---- | ------ | -- | ------------------------- | ---------------------------------------------------------------- | --------------------------- | ----- | ----- | ------------------- |
| 1    | LMP2   | 46 | Thiriet par TDS Racing    | Pierre Thiriet Mathias Beche Ryō Hirakawa                        | Oreca 05                    | D     | 121   | 4 h 01 min 13 s 223 |
| 1    | LMP2   | 46 | Thiriet par TDS Racing    | Pierre Thiriet Mathias Beche Ryō Hirakawa                        | Nissan VK45DE 4.5 L V8 Atmo | D     | 121   | 4 h 01 min 13 s 223 |
| 2    | LMP2   | 38 | G-Drive Racing            | Simon Dolan Harry Tincknell Giedo van der Garde                  | Gibson 015S                 | D     | 121   | + 19 s 257          |
| 2    | LMP2   | 38 | G-Drive Racing            | Simon Dolan Harry Tincknell Giedo van der Garde                  | Nissan VK45DE 4.5 L V8 Atmo | D     | 121   | + 19 s 257          |
| 3    | LMP2   | 21 | DragonSpeed               | Henrik Hedman Nicolas Lapierre Ben Hanley                        | Oreca 05                    | D     | 121   | + 30 s 810          |
| 3    | LMP2   | 21 | DragonSpeed               | Henrik Hedman Nicolas Lapierre Ben Hanley                        | Nissan VK45DE 4.5 L V8 Atmo | D     | 121   | + 30 s 810          |
| 4    | LMP2   | 32 | SMP Racing                | Stefano Coletti Julián Leal Andreas Wirth (en)                   | BR Engineering BR01         | D     | 121   | + 33 s 991          |
| 4    | LMP2   | 32 | SMP Racing                | Stefano Coletti Julián Leal Andreas Wirth (en)                   | Nissan VK45DE 4.5 L V8 Atmo | D     | 121   | + 33 s 991          |
| 5    | LMP2   | 33 | Eurasia Motorsport        | Pu Jun Jin (en) Nick de Bruijn Tristan Gommendy                  | Oreca 05                    | D     | 121   | + 45 s 472          |
| 5    | LMP2   | 33 | Eurasia Motorsport        | Pu Jun Jin (en) Nick de Bruijn Tristan Gommendy                  | Nissan VK45DE 4.5 L V8 Atmo | D     | 121   | + 45 s 472          |
| 6    | LMP2   | 40 | Krohn Racing              | Björn Wirdheim Niclas Jönsson Olivier Pla                        | Ligier JS P2                | M     | 120   | + 1 tour            |
| 6    | LMP2   | 40 | Krohn Racing              | Björn Wirdheim Niclas Jönsson Olivier Pla                        | Nissan VK45DE 4.5 L V8 Atmo | M     | 120   | + 1 tour            |
| 7    | LMP2   | 23 | Panis-Barthez Compétition | Fabien Barthez Timothé Buret Paul-Loup Chatin                    | Ligier JS P2                | M     | 120   | + 1 tour            |
| 7    | LMP2   | 23 | Panis-Barthez Compétition | Fabien Barthez Timothé Buret Paul-Loup Chatin                    | Nissan VK45DE 4.5 L V8 Atmo | M     | 120   | + 1 tour            |
| 8    | LMP2   | 41 | Greaves Motorsport        | Memo Rojas Julien Canal Kuba Giermaziak (en)                     | Ligier JS P2                | D     | 118   | + 3 tours           |
| 8    | LMP2   | 41 | Greaves Motorsport        | Memo Rojas Julien Canal Kuba Giermaziak (en)                     | Nissan VK45DE 4.5 L V8 Atmo | D     | 118   | + 3 tours           |
| 9    | LMP2   | 34 | Race Performance          | Nicolas Leutwiler James Winslow Shinji Nakano                    | Oreca 03R                   | D     | 118   | + 3 tours           |
| 9    | LMP2   | 34 | Race Performance          | Nicolas Leutwiler James Winslow Shinji Nakano                    | Judd HK 3.6 L V8 Atmo       | D     | 118   | + 3 tours           |
| 10   | LMP2   | 48 | Murphy Prototypes         | Sean Doyle Patrick McClughan Garry Findlay                       | Oreca 03R                   | D     | 118   | + 3 tours           |
| 10   | LMP2   | 48 | Murphy Prototypes         | Sean Doyle Patrick McClughan Garry Findlay                       | Nissan VK45DE 4.5 L V8 Atmo | D     | 118   | + 3 tours           |
| 11   | LMP2   | 22 | SO24 ! par Lombard Racing | Vincent Capillaire Olivier Lombard Jonathan Coleman              | Ligier JS P2                | D     | 117   | + 4 tours           |
| 11   | LMP2   | 22 | SO24 ! par Lombard Racing | Vincent Capillaire Olivier Lombard Jonathan Coleman              | Judd HK 3.6 L V8 Atmo       | D     | 117   | + 4 tours           |
| 12   | LMP2   | 29 | Pegasus Racing            | Inès Taittinger Rémy Striebig Léo Roussel                        | Morgan LMP2                 | M     | 116   | + 5 tours           |
| 12   | LMP2   | 29 | Pegasus Racing            | Inès Taittinger Rémy Striebig Léo Roussel                        | Nissan VK45DE 4.5 L V8 Atmo | M     | 116   | + 5 tours           |
| 13   | LMGTE  | 77 | Proton Competition        | Mike Hedlund Wolf Henzler Robert Renauer (de)                    | Porsche 911 RSR             | D     | 116   | + 5 tours           |
| 13   | LMGTE  | 77 | Proton Competition        | Mike Hedlund Wolf Henzler Robert Renauer (de)                    | Porsche 4.0 L Flat-6 Atmo   | D     | 116   | + 5 tours           |
| 14   | LMP3   | 2  | United Autosports         | Alex Brundle Mike Guasch Christian England                       | Ligier JS P3                | M     | 115   | + 6 tours           |
| 14   | LMP3   | 2  | United Autosports         | Alex Brundle Mike Guasch Christian England                       | Nissan VK50VE 5.0 L V8 Atmo | M     | 115   | + 6 tours           |
| 15   | LMP3   | 11 | Eurointernational         | Giorgio Mondini Andrea Roda Marco Jacoboni                       | Ligier JS P3                | M     | 115   | + 6 tours           |
| 15   | LMP3   | 11 | Eurointernational         | Giorgio Mondini Andrea Roda Marco Jacoboni                       | Nissan VK50VE 5.0 L V8 Atmo | M     | 115   | + 6 tours           |
| 16   | LMGTE  | 66 | JMW Motorsport            | Robert Smith Rory Butcher (en) Andrea Bertolini                  | Ferrari 458 Italia GT2      | D     | 115   | + 6 tours           |
| 16   | LMGTE  | 66 | JMW Motorsport            | Robert Smith Rory Butcher (en) Andrea Bertolini                  | Ferrari 4.5 L V8 Atmo       | D     | 115   | + 6 tours           |
| 17   | LMP3   | 16 | Panis-Barthez Compétition | Éric Debard Valentin Moineault Simon Gachet                      | Ligier JS P3                | M     | 115   | + 6 tours           |
| 17   | LMP3   | 16 | Panis-Barthez Compétition | Éric Debard Valentin Moineault Simon Gachet                      | Nissan VK50VE 5.0 L V8 Atmo | M     | 115   | + 6 tours           |
| 18   | LMP3   | 19 | Duqueine Engineering      | David Hallyday Dino Lunardi David Droux                          | Ligier JS P3                | M     | 115   | + 6 tours           |
| 18   | LMP3   | 19 | Duqueine Engineering      | David Hallyday Dino Lunardi David Droux                          | Nissan VK50VE 5.0 L V8 Atmo | M     | 115   | + 6 tours           |
| 19   | LMP3   | 18 | M.Racing - YMR            | Thomas Laurent Yann Ehrlacher Alexandre Cougnaud                 | Ligier JS P3                | M     | 115   | + 6 tours           |
| 19   | LMP3   | 18 | M.Racing - YMR            | Thomas Laurent Yann Ehrlacher Alexandre Cougnaud                 | Nissan VK50VE 5.0 L V8 Atmo | M     | 115   | + 6 tours           |
| 20   | LMP3   | 15 | RLR Msport                | Morten Dons (en) Ossy Yusuf                                      | Ligier JS P3                | M     | 114   | + 7 tours           |
| 20   | LMP3   | 15 | RLR Msport                | Morten Dons (en) Ossy Yusuf                                      | Nissan VK50VE 5.0 L V8 Atmo | M     | 114   | + 7 tours           |
| 21   | LMP3   | 3  | United Autosports         | Mark Patterson Matthew Bell Wayne Boyd                           | Ligier JS P3                | M     | 114   | + 7 tours           |
| 21   | LMP3   | 3  | United Autosports         | Mark Patterson Matthew Bell Wayne Boyd                           | Nissan VK50VE 5.0 L V8 Atmo | M     | 114   | + 7 tours           |
| 22   | LMGTE  | 56 | AT Racing                 | Alexander Talkanitsa, Sr. Alexander Talkanitsa, Jr. Davide Rigon | Ferrari 458 Italia GT2      | D     | 114   | + 7 tours           |
| 22   | LMGTE  | 56 | AT Racing                 | Alexander Talkanitsa, Sr. Alexander Talkanitsa, Jr. Davide Rigon | Ferrari 4.5 L V8 Atmo       | D     | 114   | + 7 tours           |
| 23   | LMGTE  | 88 | Proton Competition        | Gianluca Roda Klaus Bachler Christian Ried                       | Porsche 911 RSR             | D     | 114   | + 7 tours           |
| 23   | LMGTE  | 88 | Proton Competition        | Gianluca Roda Klaus Bachler Christian Ried                       | Porsche 4.0 L Flat-6 Atmo   | D     | 114   | + 7 tours           |
| 24   | LMGTE  | 99 | Aston Martin Racing       | Andrew Howard Darren Turner Alex MacDowall                       | Aston Martin V8 Vantage GTE | D     | 114   | + 7 tours           |
| 24   | LMGTE  | 99 | Aston Martin Racing       | Andrew Howard Darren Turner Alex MacDowall                       | Aston Martin 4.5 L V8 Atmo  | D     | 114   | + 7 tours           |
| 25   | LMP3   | 12 | Eurointernational         | Andrea Dromedari Fabio Mancini Roman Rusinov                     | Ligier JS P3                | M     | 114   | + 7 tours           |
| 25   | LMP3   | 12 | Eurointernational         | Andrea Dromedari Fabio Mancini Roman Rusinov                     | Nissan VK50VE 5.0 L V8 Atmo | M     | 114   | + 7 tours           |
| 26   | LMGTE  | 55 | AF Corse                  | Duncan Cameron Matt Griffin Aaron Scott                          | Ferrari 458 Italia GT2      | D     | 114   | + 7 tours           |
| 26   | LMGTE  | 55 | AF Corse                  | Duncan Cameron Matt Griffin Aaron Scott                          | Ferrari 4.5 L V8 Atmo       | D     | 114   | + 7 tours           |
| 27   | LMP3   | 6  | 360 Racing                | Terrence Woodward Ross Kaiser James Swift                        | Ligier JS P3                | M     | 114   | + 7 tours           |
| 27   | LMP3   | 6  | 360 Racing                | Terrence Woodward Ross Kaiser James Swift                        | Nissan VK50VE 5.0 L V8 Atmo | M     | 114   | + 7 tours           |
| 28   | LMGTE  | 51 | AF Corse                  | Piergiuseppe Perazzini Marco Cioci Rui Águas                     | Ferrari 458 Italia GT2      | D     | 113   | + 8 tours           |
| 28   | LMGTE  | 51 | AF Corse                  | Piergiuseppe Perazzini Marco Cioci Rui Águas                     | Ferrari 4.5 L V8 Atmo       | D     | 113   | + 8 tours           |
| 29   | LMP3   | 17 | Ultimate                  | Jean-Baptiste Lahaye François Hériau Matthieu Lahaye             | Ligier JS P3                | M     | 113   | + 8 tours           |
| 29   | LMP3   | 17 | Ultimate                  | Jean-Baptiste Lahaye François Hériau Matthieu Lahaye             | Nissan VK50VE 5.0 L V8 Atmo | M     | 113   | + 8 tours           |
| 30   | LMP3   | 20 | Duqueine Engineering      | Romain Iannetta Maxime Pialat Eric Clement                       | Ligier JS P3                | M     | 113   | + 8 tours           |
| 30   | LMP3   | 20 | Duqueine Engineering      | Romain Iannetta Maxime Pialat Eric Clement                       | Nissan VK50VE 5.0 L V8 Atmo | M     | 113   | + 8 tours           |
| 31   | LMP3   | 14 | Murphy Prototypes         | Barrie Baxter Alex Kapadia Rob Garofall                          | Ligier JS P3                | M     | 112   | + 9 tours           |
| 31   | LMP3   | 14 | Murphy Prototypes         | Barrie Baxter Alex Kapadia Rob Garofall                          | Nissan VK50VE 5.0 L V8 Atmo | M     | 112   | + 9 tours           |
| 32   | LMP3   | 8  | Race Performance          | Marcello Marateotto Giorgio Maggi Bert Longin                    | Ligier JS P3                | M     | 110   | + 11 tours          |
| 32   | LMP3   | 8  | Race Performance          | Marcello Marateotto Giorgio Maggi Bert Longin                    | Nissan VK50VE 5.0 L V8 Atmo | M     | 110   | + 11 tours          |
| 33   | LMP3   | 4  | OAK Racing                | Jean-Marc Merlin Erik Maris                                      | Ligier JS P3                | M     | 109   | + 12 tours          |
| 33   | LMP3   | 4  | OAK Racing                | Jean-Marc Merlin Erik Maris                                      | Nissan VK50VE 5.0 L V8 Atmo | M     | 109   | + 12 tours          |
| 34   | LMP3   | 13 | Inter Europol Competition | Jakub Śmiechowski Jens Petersen                                  | Ligier JS P3                | M     | 105   | + 16 tours          |
| 34   | LMP3   | 13 | Inter Europol Competition | Jakub Śmiechowski Jens Petersen                                  | Nissan VK50VE 5.0 L V8 Atmo | M     | 105   | + 16 tours          |
| 35   | LMP3   | 7  | Villorba Corse            | Roberto Lacorte Giorgio Sernagiotto Niccolò Schirò               | Ligier JS P3                | M     | 103   | + 18 tours          |
| 35   | LMP3   | 7  | Villorba Corse            | Roberto Lacorte Giorgio Sernagiotto Niccolò Schirò               | Nissan VK50VE 5.0 L V8 Atmo | M     | 103   | + 18 tours          |
| 36   | LMP3   | 24 | OAK Racing                | Jacques Nicolet Pierre Nicolet                                   | Ligier JS P3                | M     | 94    | + 27 tours          |
| 36   | LMP3   | 24 | OAK Racing                | Jacques Nicolet Pierre Nicolet                                   | Nissan VK50VE 5.0 L V8 Atmo | M     | 94    | + 27 tours          |
| Abd. | LMP3   | 10 | Graff                     | John Falb Sean Rayhall Enzo Potolicchio                          | Ligier JS P3                | M     | 93    |                     |
| Abd. | LMP3   | 10 | Graff                     | John Falb Sean Rayhall Enzo Potolicchio                          | Nissan VK50VE 5.0 L V8 Atmo | M     | 93    |                     |
| Abd. | LMP2   | 25 | Algarve Pro Racing        | Michael Munemann Chris Hoy Parth Ghorpade                        | Ligier JS P2                | D     | 90    |                     |
| Abd. | LMP2   | 25 | Algarve Pro Racing        | Michael Munemann Chris Hoy Parth Ghorpade                        | Nissan VK45DE 4.5 L V8 Atmo | D     | 90    |                     |
| Abd. | LMP2   | 28 | IDEC Sport Racing         | Paul Lafargue Patrice Lafargue Dimitri Enjalbert                 | Ligier JS P2                | M     | 80    |                     |
| Abd. | LMP2   | 28 | IDEC Sport Racing         | Paul Lafargue Patrice Lafargue Dimitri Enjalbert                 | Judd HK 3.6 L V8 Atmo       | M     | 80    |                     |
| Abd. | LMP3   | 5  | By Speed Factory          | Tom Jackson Álvaro Fontes Jesús Fuster                           | Ligier JS P3                | M     | 67    |                     |
| Abd. | LMP3   | 5  | By Speed Factory          | Tom Jackson Álvaro Fontes Jesús Fuster                           | Nissan VK50VE 5.0 L V8 Atmo | M     | 67    |                     |
| Ex.  | LMP3   | 9  | Graff                     | Eric Trouillet Paul Petit Enzo Guibbert                          | Ligier JS P3                | M     | 111   |                     |
| Ex.  | LMP3   | 9  | Graff                     | Eric Trouillet Paul Petit Enzo Guibbert                          | Nissan VK50VE 5.0 L V8 Atmo | M     | 111   |                     |

- Note : la Ligier JS P3 n°9 de l'écurie Graff a été exclue pour cause de capacité de réservoir non conforme par rapport au règlement[3].

## Pole position et record du tour
- Pole position : Nicolas Lapierre sur n°21 DragonSpeed en 1 min 33 s 780
- Meilleur tour en course : Nicolas Lapierre sur n°21 DragonSpeed en 1 min 34 s 799 au 24e tour.

## Tours en tête
Tours en tête
- no 21 Oreca 05 - DragonSpeed : 28 tours (1-27 / 29)
- no 21 Oreca 05 - Eurasia Motorsport : 1 tour (28)
- no 23 Ligier JS P2 - Panis-Barthez Compétition : 30 tours (30-59)
- no 46 Oreca 05 - Thiriet par TDS Racing : 62 tours (60-121)

## À noter
- Longueur du circuit : 4,909 km
- Distance parcourue par les vainqueurs : 593,989 km